# Gare de Szil-Sopronnémeti
La gare de Szil-Sopronnémeti (en hongrois : Szil-Sopronnémeti vasútállomás) est une halte ferroviaire hongroise, située à Sopronnémeti.